# بنبة كار (زلاغي الشرقي)
بنبة کار (بالفارسية: پنبه‌کار) هي قرية تقع في إيران في قسم زلاغي الشرقي الریفي.